# Sault-Brénaz
Pour les articles homonymes, voir Sault.
Ne pas confondre avec Brénaz, autre commune de l'Ain.
Sault-Brénaz est une commune française, située dans le département de l'Ain en région Auvergne-Rhône-Alpes.

## Géographie
Sault-Brénaz est située dans l'arrondissement de Belley, canton de Lagnieu, dans le Bugey (Bas-Bugey).
Son altitude varie de  196 à 660 m, la mairie se situant à 208 m.
La commune se trouve, dans sa partie montagneuse, en limite du site Natura 2000 Milieux Remarquables du Bas Bugey, comprenant les espèces suivantes : 
- Mammifère : lynx boréal (lynx lynx) ;
- Plante : liparis de Loesel (liparis loeselii).

### Localisation
La commune se situe à égale distance de Lagnieu (son chef-lieu de canton) et de Serrières-de-Briord. Elle se trouve aussi à 3,5 km de Villebois (le village) et 4 km de Saint-Sorlin-en-Bugey. Il n'y a qu'à traverser le Rhône pour être dans le département de l'Isère.
Elle est desservie par la RD 122, ex-RN 75, à proximité immédiate de la RD D1075 (itinéraire bis Paris-Dijon à Valence-Côte d'Azur).

### Climat
Pour des articles plus généraux, voir Climat d'Auvergne-Rhône-Alpes et Climat de l'Ain.
En 2010, le climat de la commune est de type climat des marges montargnardes, selon une étude du CNRS s'appuyant sur une série de données couvrant la période 1971-2000. En 2020, Météo-France publie une typologie des climats de la France métropolitaine dans laquelle la commune est exposée à un climat de montagne ou de marges de montagne et est dans une zone de transition entre les régions climatiques « Bourgogne, vallée de la Saône » et « Jura ».
Pour la période 1971-2000, la température annuelle moyenne est de 11,7 °C, avec une amplitude thermique annuelle de 18,3 °C. Le cumul annuel moyen de précipitations est de 1 186 mm, avec 11,1 jours de précipitations en janvier et 7,4 jours en juillet. Pour la période 1991-2020, la température moyenne annuelle observée sur la station météorologique de Météo-France la plus proche, sur la commune de Bénonces à 6 km à vol d'oiseau, est de 8,2 °C et le cumul annuel moyen de précipitations est de 1 723,5 mm,. Pour l'avenir, les paramètres climatiques de la commune estimés pour 2050 selon différents scénarios d'émission de gaz à effet de serre sont consultables sur un site dédié publié par Météo-France en novembre 2022.

## Urbanisme

### Typologie
Au 1er janvier 2024, Sault-Brénaz est catégorisée commune rurale à habitat dispersé, selon la nouvelle grille communale de densité à 7 niveaux définie par l'Insee en 2022.
Elle est située hors unité urbaine et hors attraction des villes,.

### Occupation des sols
L'occupation des sols de la commune, telle qu'elle ressort de la base de données européenne d’occupation biophysique des sols Corine Land Cover (CLC), est marquée par l'importance des territoires agricoles (50,5 % en 2018), en diminution par rapport à 1990 (53,2 %). La répartition détaillée en 2018 est la suivante : 
zones agricoles hétérogènes (44 %), forêts (27,3 %), zones urbanisées (11,2 %), eaux continentales (8,2 %), terres arables (4,9 %), zones industrielles ou commerciales et réseaux de communication (2,7 %), prairies (1,6 %).
L'évolution de l’occupation des sols de la commune et de ses infrastructures peut être observée sur les différentes représentations cartographiques du territoire : la carte de Cassini (XVIIIe siècle), la carte d'état-major (1820-1866) et les cartes ou photos aériennes de l'IGN pour la période actuelle (1950 à aujourd'hui).

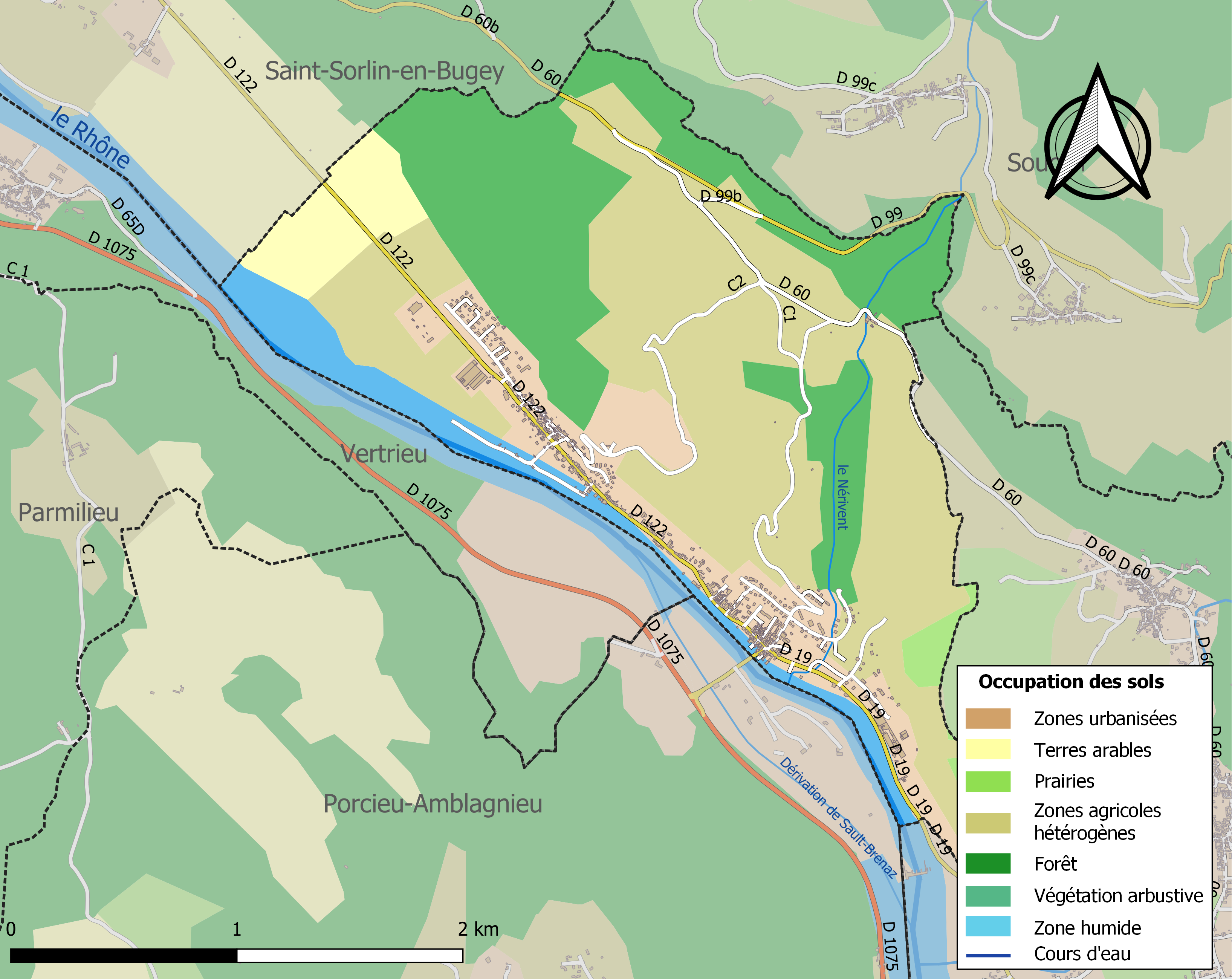
Carte des infrastructures et de l'occupation des sols de la commune en 2018 (CLC).

## Toponymie
Sault-Brénaz est composé de deux toponymes liés à la naissance de la commune en 1867.
Sault, est issu du latin saltus signifiant « saut ».
Brénaz est attesté sous les formes de Braisnato, Brainatus en 1141, Brennas vers 1171, Brégnaz en 1345, Brennax en 1502. Il tire son nom du participe passé de braynar, « patauger dans la boue », d'origine gauloise. Brainat devait donc signifier : « lieu boueux, où l'on patauge ».

## Histoire
Section de la commune du Sault-Brénaz, érigée en commune avec le Sault, par décret du 27 juillet 1867. Avant cette époque, Brénaz n'était qu'un hameau de Saint-Sorlin.
Paroisse (De Braisnato, ecclesia de Brenas, de Brenato, Branna, Brama, Braynas, Breygnas, Braygnas, Brennas) sous le vocable de ... Comme village, Brénaz est mentionné dès le milieu du XIIe siècle ; mais, comme paroisse, on ne le trouve que dans des titres de Portes de 1262, et dans un pouillé du XIVe siècle.
Au commencement du XIIIe siècle, existait une famille chevaleresque du nom de Brénaz, qui compte parmi les bienfaiteurs de la chartreuse de Portes. C'est elle qui lui concéda la plus grande partie du territoire de Fay. De cette famille étaient Jomard de Brénaz, fils de Geoffroy de Brénaz, Hugues de Brénaz et Artaud de Brénaz, vivant en 1220. Ce dernier était alors marié avec une fille de Hugues de La Balme.
De différents titres, il ressortirait qu'une branche de la puissante famille de La Balme recueillit la succession et prit le nom des anciens seigneurs de Brénaz vers 1249, et que cette branche s'éteignit elle-même, vers 1280.

## Politique et administration

### Découpage territorial
La commune de Sault-Brénaz est membre de la communauté de communes de la Plaine de l'Ain, un établissement public de coopération intercommunale (EPCI) à fiscalité propre créé le 15 décembre 2002 dont le siège est à Chazey-sur-Ain. Ce dernier est par ailleurs membre d'autres groupements intercommunaux.
Sur le plan administratif, elle est rattachée à l'arrondissement de Belley, au département de l'Ain et à la région Auvergne-Rhône-Alpes. Sur le plan électoral, elle dépend du  canton de Lagnieu pour l'élection des conseillers départementaux, depuis le redécoupage cantonal de 2014 entré en vigueur en 2015, et de la deuxième circonscription de l'Ain  pour les élections législatives, depuis le dernier découpage électoral de 2010.

### Administration municipale
| Période                                  | Période           | Identité         | Étiquette | Qualité       |
| ---------------------------------------- | ----------------- | ---------------- | --------- | ------------- |
| 1980                                     | juin 2000 (décès) | Paul Martin      |           |               |
| juillet 2000                             | mars 2001         | Pierre Ravier    |           |               |
| mars 2001                                | 2020              | Martial Montègre | DVD       | Fonctionnaire |
| octobre 2021                             | En cours          | Nazarello Alonso |           |               |
| Les données manquantes sont à compléter. |                   |                  |           |               |

## Population et société

### Démographie
L'évolution du nombre d'habitants est connue à travers les recensements de la population effectués dans la commune depuis 1872. Pour les communes de moins de 10 000 habitants, une enquête de recensement portant sur toute la population est réalisée tous les cinq ans, les populations de référence des années intermédiaires étant quant à elles estimées par interpolation ou extrapolation. Pour la commune, le premier recensement exhaustif entrant dans le cadre du nouveau dispositif a été réalisé en 2006.

En 2022, la commune comptait 1 007 habitants, en évolution de +4,9 % par rapport à 2016 (Ain : +5,15 %, France hors Mayotte : +2,11 %).
| 1872 | 1876 | 1881  | 1886  | 1891 | 1896 | 1901 | 1906 | 1911 |
| ---- | ---- | ----- | ----- | ---- | ---- | ---- | ---- | ---- |
| 965  | 958  | 1 002 | 1 086 | 790  | 791  | 849  | 821  | 764  |

| 1921 | 1926 | 1931 | 1936 | 1946 | 1954 | 1962 | 1968 | 1975  |
| ---- | ---- | ---- | ---- | ---- | ---- | ---- | ---- | ----- |
| 735  | 797  | 891  | 719  | 615  | 716  | 821  | 937  | 1 059 |

| 1982  | 1990  | 1999 | 2006  | 2011  | 2016 | 2021 | 2022  | - |
| ----- | ----- | ---- | ----- | ----- | ---- | ---- | ----- | - |
| 1 070 | 1 014 | 973  | 1 040 | 1 040 | 960  | 997  | 1 007 | - |

## Économie
Sault-Brénaz était connu pour ses importantes marbreries de bâtiment jusque dans les années 1970-1980, date de leur déclin.
La commune héberge un important NRA de Free-Proxad.

### Vie locale
Le club de rugby à XV de Sault-Brénaz (RCSB) évolue en 4e série du comité du Lyonnais. Le club fut finaliste en 2009 de cette même série.

## Culture et patrimoine

### Lieux et monuments

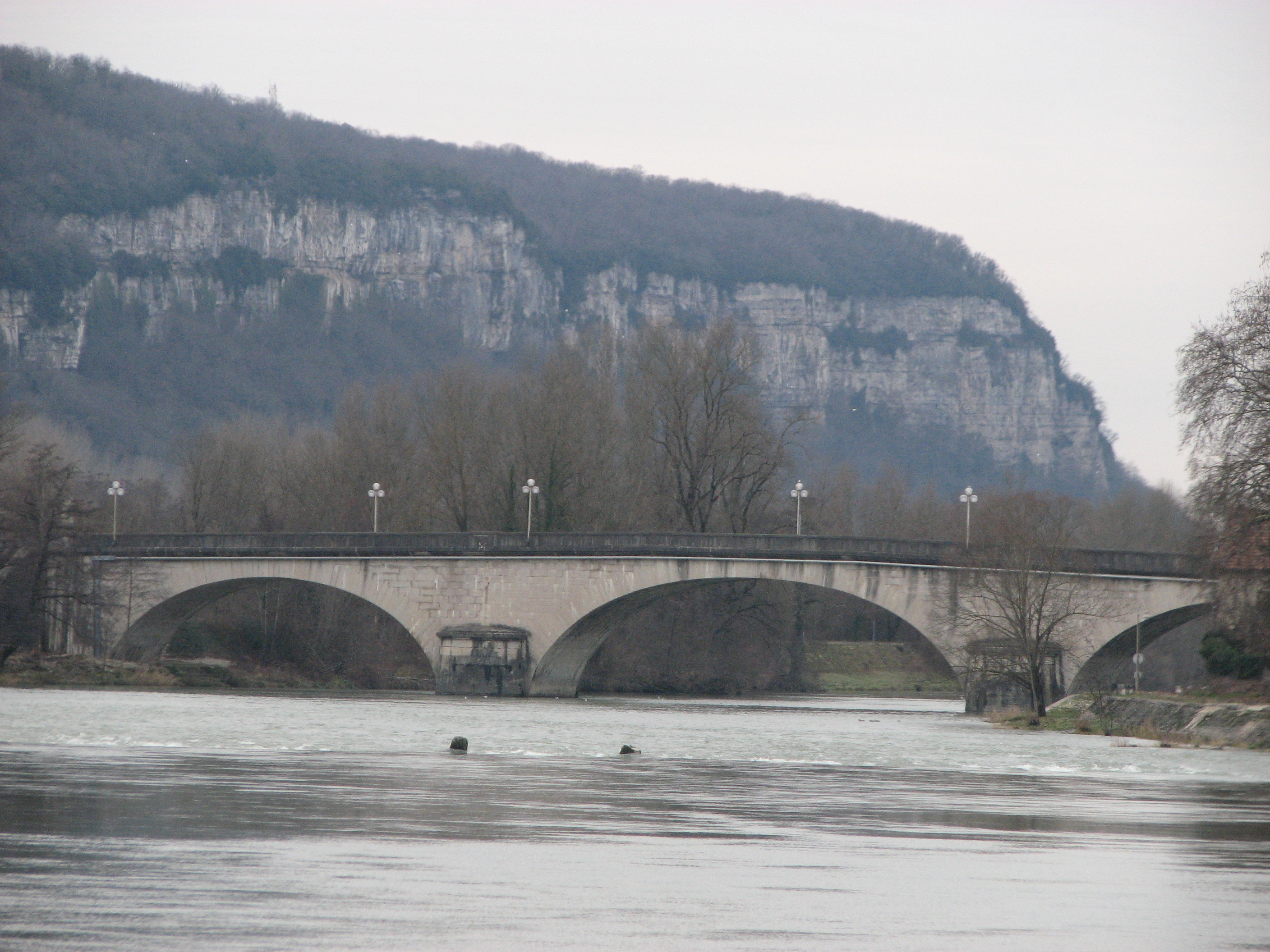
Pont de Sault-Brénaz.

- Chapelle romane Saint-Christophe du XIIIe siècle : sculpture du XVIe siècle en bois polychrome représentant saint Christophe de Lycie.
- Chapelle du cimetière de Sault.
- Église Notre-Dame-de-l'Annonciation de Sault du XIXe siècle.
- Site archéologique du Colombier, comprenant notamment un théâtre gallo-romain[21].
- Pont de Sault-Brénaz.
- Promenade du chemin de halage sur les bords du Rhône.
- Barrage de Sault-Brénaz.

### Héraldique
| Blason de Sault-Brénaz | Blason  | D'azur à la rame et au harpon d'or passés en sautoir, à l'ancre de marine d'argent brochant sur le tout. |
| Blason de Sault-Brénaz | Détails | |